# Ухмани
Ухма́ни (рос. Ухманы, чув. Ухман) — село у складі Канаського району Чувашії, Росія. Адміністративний центр Ухманського сільського поселення.
Населення — 1228 осіб (2010; 1383 у 2002).
Національний склад:
- чуваші — 98 %